# Inger Persson
Inger Birgitta Persson, född 26 december 1936 i Sandarne i Hälsingland, död 18 maj 2021 i Lidköping, var en svensk keramisk formgivare. Hon var anställd vid Rörstrand i Lidköping 1959–1971 och från 1982 till mitten av 1990-talet. Persson har bland annat formgett serviserna  Colette (1967), Pop (1968), Spisa (1984) och Pro Arte (1994).